# Beat Saber
Beat Saber est un jeu vidéo de rythme en réalité virtuelle développé et édité par Beat Games. Il est sorti en 2018 en accès anticipé et le 21 mai 2019 en version finale sur Microsoft Windows et PlayStation 4, et est compatible avec la plupart des casques de réalité virtuelle (dont Oculus Quest/Oculus Quest 2). Il sort le 24 mai 2023 sur PlayStation 5

## Système de jeu
Beat Saber est un jeu de rythme similaire dans ses bases à Guitar Hero. Dans chaque niveau, des cubes arrivent face au joueur qui doit, à l'aide de sabres, les découper dans la bonne direction, avec le bon sabre et en rythme. À chaque niveau est attribuée une certaine difficulté, allant de "Facile" à "Expert+".
La comptabilisation du score dans Beat Saber se base sur un système de rangs,. Les rangs sont attribués au joueur en fonction du pourcentage du score maximal que le joueur a obtenu. Les différents rangs sont, dans l'ordre du moins prestigieux au plus prestigieux :
- E (Score inférieur à 19,99 %) ;
- D (Score entre 20 et 34,99 %) ;
- C (Score entre 35 et 49,99 %) ;
- B (Score entre 50 et 64,99 %) ;
- A (Score entre 65 et 79,99 %) ;
- S (Score entre 80 et 89,99 %) ;
- SS (Score entre 90 et 99,99 %).

Il existe un huitième rang, appelé SSS, qui requiert une précision de 100 %, mais est considéré comme impossible à obtenir sur la plupart des niveaux.
A chaque cube coupé, le jeu ajoute une certaine valeur au score du joueur en fonction de différents critères : 
- L'angle d'attaque du sabre avant la coupe (idéalement 100°) (70 points) ;
- L'angle du sabre pendant et après la coupe (idéalement 60°) (30 points) ;
- La découpe du cube en deux parties égales (15 points).

La valeur maximale à chaque découpe de cube est de 115 points. Cette valeur peut ensuite encore être augmentée selon le multiplicateur de points du joueur (x1, x2, x4 ou x8), allant jusqu'à une valeur maximale de 920 points ajoutés au score total du joueur en une découpe.